# Ussy
Ussy település Franciaországban, Calvados megyében. Lakosainak száma 845 fő (2022. január 1.). Ussy Bons-Tassilly, Fontaine-le-Pin, Leffard, Saint-Germain-Langot, Villers-Canivet és Cesny-les-Sources községekkel határos.

## Népesség
A település népessége az elmúlt években az alábbi módon változott:
| Lakosok száma | 677  | 627  | 717  | 847  | 865  | 878  | 872  | 857  | 852  | 845  |
|               | 1968 | 1982 | 1990 | 2006 | 2013 | 2015 | 2017 | 2019 | 2020 | 2022 |